# 375P/Hill
375P/Hill, komet Jupiterove obitelji